# Rittergut Dammendorf
Das Rittergut Dammendorf war ein schriftsässiges adliges Rittergut im heutigen Ortsteil Dammendorf der Ortschaft Schwerz der Stadt Landsberg in Sachsen-Anhalt. Zum Gutsbezirk gehörten neben Dammendorf und Göthewitz (auch: Gödewitz) auch die wüste Dorfstätte und Feldmark Friedersdorf. Am 30. September 1928 wurde der Gutsbezirk des Ritterguts Dammendorf mit der Landgemeinde Dammendorf in der preußischen Provinz Sachsen vereinigt und aufgelöst.

## Geschichte
Dammendorf (historisch auch: Tammendorf(f)) gehörte in früheren Zeiten zum Burggrafengedinge des Amtes Giebichenstein. Im Ort befanden sich bereits im Mittelalter mehrere Sattelhöfe, aus denen später das Rittergut hervorging. Der Erzbischof von Magdeburg war der Lehnsherr. Otto von Dieskau bildete das Rittergut im Jahr 1450, indem er das Freigut eines Glorius Kayser an sich brachte, das durch dessen Tod an das Erzstift Magdeburg zurückgefallen war. Von Ottos Söhnen kam es zunächst im Jahr 1477 an Christoph von Scheidingen, in dessen Familie es bis 1560 verblieb. Danach folgten der Kanzler Wilhelm Rudolf Meckbach und später Jobst von Besen.
Von 1606 bis 1616 gehörte das Rittergut dem hochverschuldet verstorbenen Georg von Stöckheim dem Älteren. Es folgten Georg von Löben, dessen Schwiegersohn Otto Heinrich von Koßnitz (ab 1661) und Koßnitz’ Stiefkinder (von Bissing). Anschließend ging das Gut an den Geheimrat Eustachius von Thümen, dann an Obristlieutenant Hans Joachim von Wallwitz und schließlich an Obristlieutenant Friedrich August von Möllendorf, der es um 1750 besaß. Dieser ließ unter anderem einen großen Hügel aus schwarzer Erde auf dem Gutsgrundstück abtragen, unter dem sich ein Hünengrab mit auffallend großen Urnen verbarg. Spätestens 1785 übernahm die Adelsfamilie Aus dem Winckel das Rittergut Dammendorf.
Von 1807 bis 1813 gehörte das Rittergut zum Königreich Westphalen. Dort war die Patrimonialgerichtsbarkeit aufgehoben (siehe Justizwesen im Königreich Westphalen). Nach der Rückkehr nach Preußen wurde die Patrimonialgerichtsbarkeit wiederhergestellt, aber neu organisiert. So musste ein Volljurist als Richter bestellt werden und das 1816 für die preußische Provinz Sachsen gebildete preußische Oberlandesgerichtes Naumburg übte die Aufsicht über die Patrimonialgerichte aus. Da die Bedingungen für kleine Patrimonialgerichte für die Gutsbesitzer nicht ökonomisch waren, übertrugen die kleineren Patrimonialgerichte vielfach ihre Gerichtsbarkeit gemeinsamen Patrimonialkreisgerichten. So wurde die Patrimonialgerichtsbarkeit von Rittergut Dammendorf dem Patrimonialkreisgericht zu Halle (Saale) übertragen. Neben Dammendorf waren davon Göthewitz („Klein-Dammendorf“) und die Wüstung und Feldmark Friedersdorf betroffen. Zwei Windmühlen und zwei Gastwirtschaften waren dem Gut zwangsverpflichtet. Das Patrimonialkreisgericht Halle nahm am 25. Juli 1815 seine Geschäfte auf. Endgültig abgeschafft wurde die Patrimonialgerichtsbarkeit in Preußen nach der Märzrevolution im Jahr 1849.
Die Archivalien des Patrimonialgerichts Dammendorf (30 cm Umfang) aus den Jahren (1701) 1706 bis 1806 werden heute als Bestand Dc 41 im Landesarchiv Sachsen-Anhalt in Magdeburg verwahrt.
Die jeweiligen Gutsbesitzer waren Patronatsherren über Kirche und Schule des Dorfes und ließen sich in der Frühen Neuzeit meist in der Dorfkirche Dammendorf begraben. Reste eines barocken Epitaphs sind dort bis heute erhalten.
Das Rittergut umfasste zuletzt etwa 258 ha. 1929, ein Jahr nach der Auflösung des Gutsbezirks, starb im Alter von 79 Jahren Gustav Humbert, der seit 1907 in Dammendorf lebte. Er war promoviertes Vorstandsmitglied der Landwirtschaftskammer und Vorsitzender des Landwirtschaftlichen Vereins in Lutherstadt Eisleben, eine anerkannte Persönlichkeit in der Landwirtschaft der Provinz Sachsen. 1925 lebten im Gutsbezirk Dammendorf 30 Einwohner. Aufgrund der Größe des Ritterguts von mehr als 100 ha wurde es im Zuge der Bodenreform 1945 in der Sowjetischen Besatzungszone enteignet. Es diente zeitweise als Auslagerungsort.

## Beschreibung

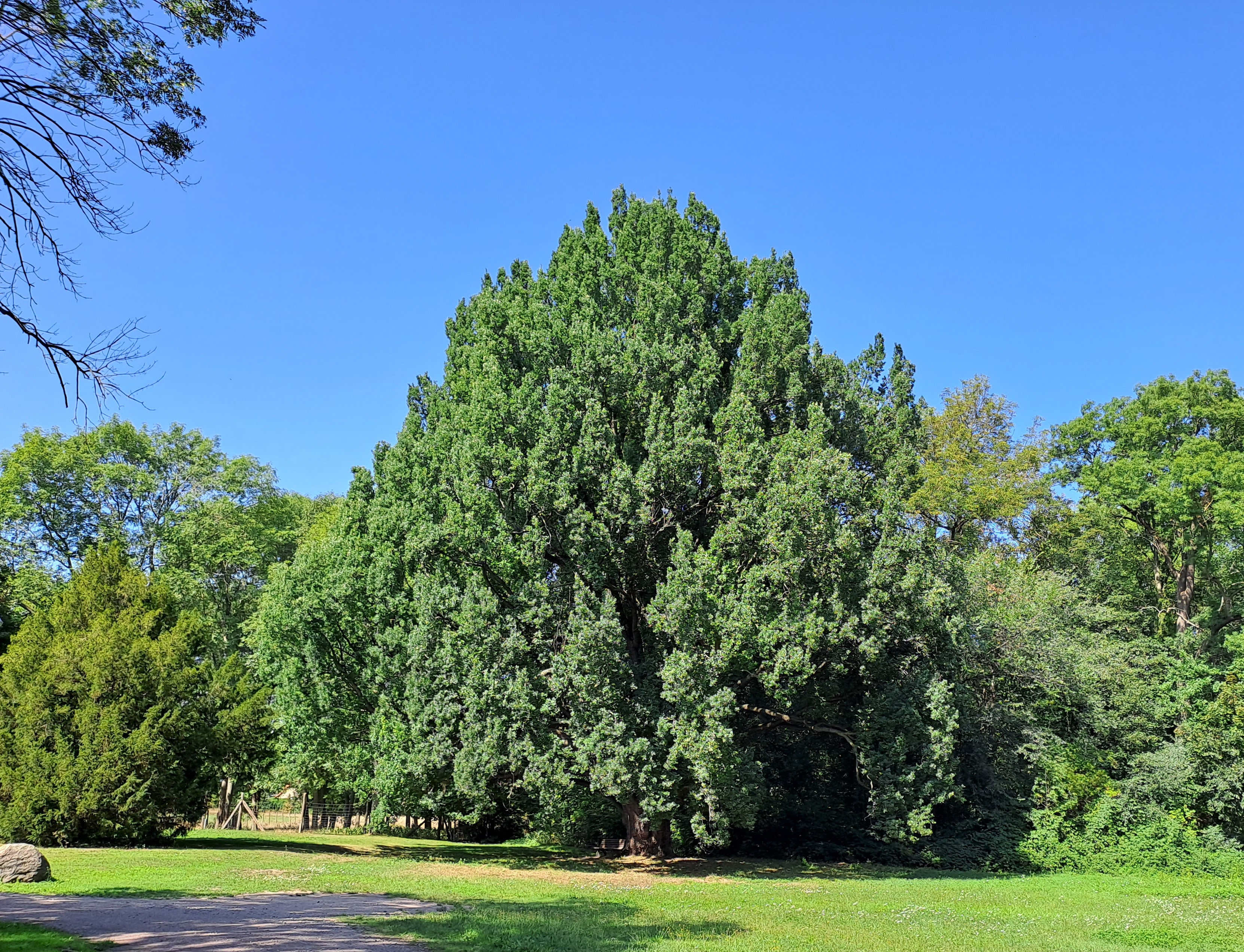
Pyramideneiche im Gutspark

Gutshaus und Wirtschaftsgebäude des früheren Rittergutes befinden sich nordöstlich der historischen Ortslage. Von der historischen Bausubstanz hat sich nur wenig erhalten. Die Gebäude bilden einen Vierseithof.

## Gutspark
Der sieben Hektar große Gutspark mit teils altem Baumbestand hat sich östlich davon erhalten. Eine dort befindliche Säulen- oder Pyramideneiche ist seit 1976 mit der Nummer ND0026SK als Naturdenkmal erfasst. Sie wurde – vermutlich schon im 18. Jahrhundert – mit einem Zweig des Nationalerbe-Baumes Schöne Eiche Harreshausen durch Veredlung geschaffen und ist mittlerweile mit fast 30 Metern Höhe und mehr als sechs Metern Baumumfang deutlich größer als die Muttereiche.
Eine weitere Besonderheit im Park ist als Naturdenkmal ein Ginkgo seit 1983 mit der Nummer ND0053SK.